# Pako Ayestarán
Pour les articles homonymes, voir Ayestaran.
Pako Ayestarán, de son vrai nom Francisco Martín Ayestarán Barandiarán, né à Beasain (province de Guipúzcoa, en Espagne) le 5 février 1963, est un préparateur physique et entraîneur espagnol de football.

## Biographie
Il a entraîne au Mexique, à l'Estudiantes Tecos et au Santos Laguna, et en Israël, au Maccabi Tel-Aviv.
Le 30 mars 2016, il devient entraîneur de Valence CF à la suite du limogeage de Gary Neville. Le 20 septembre 2016, il est limogé après quatre défaites consécutives en Liga.
Le 28 septembre 2017, il rejoint l'UD Las Palmas où il remplace Manolo Márquez. Il est limogé le 29 novembre 2017.

### Titres et trophées
Valence CF (adjoint)
- Champion d'Espagne en 2002 et 2004
- Vainqueur de la Coupe de l'UEFA en 2004

 Liverpool FC (adjoint)
- Vainqueur de la Ligue des champions en 2005
- Vainqueur de la Supercoupe de l'UEFA en 2005
- Vainqueur de la Coupe d'Angleterre en 2006
- Vainqueur du Community Shield en 2006

 SL Benfica (adjoint)
- Vainqueur de la Coupe de la Ligue en 2009

 Al-Ahli Dubaï (adjoint)
- Vainqueur de la Coupe de la Ligue des Émirats en 2012

 Estudiantes Tecos
- Vainqueur du Torneo Clausura en 2014

 Maccabi Tel-Aviv FC
- Champion d'Israël en 2014-2015
- Vainqueur de la Coupe d'Israël en 2015
- Vainqueur de la Coupe Toto en 2015